# Henry Loveday

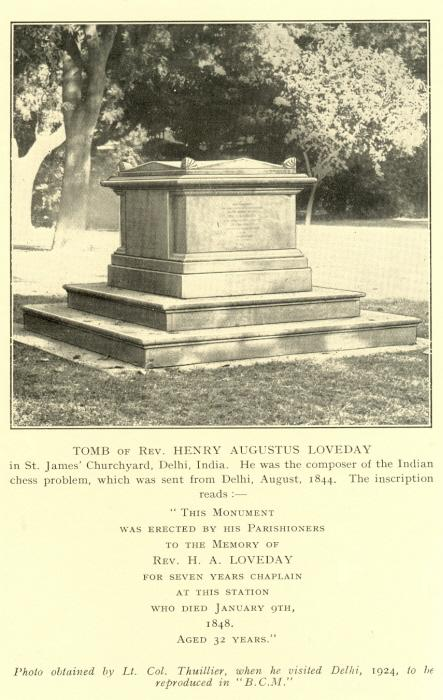
Loveday's grafsteen in 1924 naast de St James Kerk in Delhi.

Henry (Augustus) Loveday (3 augustus 1815 - Delhi, 9 januari 1848), alias Shagird, was een Brits geestelijke en een schaakproblemist. Hij is vooral bekend als de bedenker van het 'Indische (schaak-) probleem'.

## Biografie
Loveday studeerde in 1838 af op theologie aan het Peterhouse College in Cambridge. Het jaar daarop werd hij tot Anglicaans predikant gewijd en in 1841 werd hij uitgezonden naar Delhi, India, waar hij zeven jaar lang kapelaan was van de Anglicaanse St. James kerk.
Hij is er in 1848 overleden en aldaar naast zijn kerk begraven. Loveday maakte zich echter in de schaakwereld onsterfelijk door het wereldkundig maken van het zogenaamde 'Indische probleem' . 

## Het Indische probleem
Halverwege de 19e eeuw dook een mysterieus schaakprobleem uit de Oriënt op waarvan werd gezegd dat zelfs de sterkste spelers het niet konden oplossen. Paul Morphy zou het dagenlang geprobeerd hebben tot hij tijdens een vispartij in de Mississippi viel en van schrik de oplossing ingegeven kreeg.
Het was 1844 toen ene Shagird een schaakprobleem stuurde aan Staunton, redacteur van Chess Player's Chronicle. Shagird schreef:  "Ik heb het genoegen u hierbij een probleem aan te bieden en hoop dat u het zijn publicatie waardig zult vinden. Het heeft eenieder aan wie het hier in India getoond is verbluft, waaronder mijn gerespecteerde tegenstander, wijlen Keramat-Ali."
Door de naam van de afzender dacht Staunton dat het om een Indiase inzending ging. De puzzel werd dan ook bekend als het 'Indische probleem'  dat van maart tot december 1845 op de omslag van de Chess Player"s Chronicle stond. Het was het moeilijkste probleem die Staunton ooit gezien had die zelfs sommigen van de beste Engelse meesters niet konden oplossen. Staunton zou de oplossing pas in het laatste nummer van dat jaar publiceren en zij die niet zolang konden wachten zou hij desgewenst de oplossing per brief toesturen.
De oplossing kent maar liefst negen goede beginzetten, wat het probleem extra moeilijk en intrigerend maakte: om de oplossing te vinden moest je eerst het idee vinden, wat in die tijd nieuw was. Dat idee zit in de tweede zet. Nadat wit een wachtzet speelt (hiervan zijn overigens negen mogelijkheden) heeft zwart steeds slechts een enkele zet tot zijn beschikking. Het ingenieuze idee is dat de kracht van wits donkere loper wordt geofferd zonder offering van het stuk zelf. Met de zet 2.Lc1 passeert de loper het kritische veld d2, dat daarna door de toren op die veld te plaatsen afgesloten wordt. Hiermee wordt pat vermeden en een dodelijke batterij gevormd.
Zodra hij er lucht van kreeg publiceerde Saint-Amant een aangepaste versie van het probleem in Le Palamède. Het schijnt dat ook de bezoekers van het beroemde Café de La Régence in Parijs de oplossing niet konden vinden en dat alleen Ignatius Calvi, na een hele nacht erop gebroed te hebben, de oplossing gevonden had. 
Het Indische probleem is een van de beroemdste problemen uit de schaakgeschiedenis geworden. Het staat voor het begin van alle strategische ideeën. De exotische mysterie dat eromheen hing fascineerde het schaakpubliek van toen en zou navolging krijgen in de vorm van inzendingen die eveneens een exotische origine voorwendden.
Shagird zelf stuurde na deze klapper in de loop van de tijd nog een paar problemen en partijen naar Staunton. Toen het stil werd plaatste Staunton tot tweemaal toe een oproep in zijn tijdschrift in de hoop dat Shagird weer van zich zou laten horen.
Pas in 1855 werd duidelijk dat Shagird al in 1848 in Delhi overleden was, en dat hij in werkelijkheid niemand anders dan Henry Augustus Loveday was. Staunton heeft sindsdien gedacht dat Loveday met zijn schuilnaam te kennen gegeven had niet de auteur van de schaakproblemen te zijn geweest, en dat het echt om Indiase problemen ging. In Das Indische Problem, een boek van Kohtz en Kockelkorn dat specifiek over dit stukje schaakgeschiedenis gaat, wordt echter betoogd dat Loveday wel degelijk de maker van het beroemde probleem moet zijn geweest: van de vier problemen die hij aan Staunton verstuurd had was er één waar hij nadrukkelijk verwees naar 'de beroemde Indiase schaker Moonshee Waris Ali uit Delhi'. Onder meer hieruit zou opgemaakt moeten kunnen worden dat Loveday de andere problemen zelf had gemaakt.

## Publicatie
- Kohtz & Kockelkorn (1903), Das Indische Problem - eine schach-studie,  Potsdam: A. Stein's Verlagsbuchhandlung.

- International Standard Name Identifier: 0000 0003 9434 9387
- Nederlandse Thesaurus van Auteursnamen: 123627591
- Virtual International Authority File: 288834659